# Illinois Express
Los Illinois Express fueron un equipo de baloncesto estadounidense que compitieron en la World Basketball League entre 1988 y 1990. Comenzaron su andadura en Chicago, Illinois, con la denominación de Chicago Express y disputaban sus partidos como local en el Rosemont Horizon, pabellón con capacidad para 17.500 espectadores. En 1989 se trasladaron a Springfield, cambiando la denominación del equipo por la de Illinois Express, disputando esas dos temporadas sus encuentros en el Prairie Capital Convention Center, con capacidad para 7.700 espectadores.
Llegaron a disputar las finales en su primera temporada, en la que cayeron ante Las Vegas Silver Streaks.

## Temporadas
| Temporada | Liga | Denominación     | G  | P  | %    | Puesto | Play-off      |
| --------- | ---- | ---------------- | -- | -- | ---- | ------ | ------------- |
| 1988      | WBL  | Chicago Express  | 27 | 27 | 50,0 | 4.º    | Finales       |
| 1989      | WBL  | Illinois Express | 29 | 15 | 65,9 | 3.º    | Semifinales   |
| 1990      | WBL  | Illinois Express | 27 | 19 | 58,7 | 4.º    | Primera ronda |

## Jugadores destacados
- Fred Cofield
- Alfredrick Hughes
- Darryl Johnson
- Jim Les
- Doug Lee
- Sedric Toney